# أنتوني كامارا
أنتوني كامارا هو لاعب هوكي جليد كندي، ولد في 4 سبتمبر 1993 في تورونتو في كندا.

## وصلات خارجية
- أنتوني كامارا على موقع دوري الهوكي الوطني (الإنجليزية)
- أنتوني كامارا على موقع دوري الهوكي للقارات (الإنجليزية)
- أنتوني كامارا على موقع EliteProspects.com (الإنجليزية)
- أنتوني كامارا على موقع Eurohockey.com (الإنجليزية)
- أنتوني كامارا على موقع HockeyDB.com (الإنجليزية)
- أنتوني كامارا على موقع Hockey-Reference.com (الإنجليزية)